# Poussan
Poussan település Franciaországban, Hérault megyében. Lakosainak száma 6540 fő (2022. január 1.). Poussan Balaruc-le-Vieux, Bouzigues, Gigean, Loupian, Montbazin és Villeveyrac községekkel határos.

## Népesség
A település népességének változása:
| Lakosok száma | 1894 | 2728 | 3505 | 4570 | 5819 | 6030 | 5972 | 5993 | 6008 | 6540 |
|               | 1968 | 1982 | 1990 | 2006 | 2013 | 2015 | 2017 | 2019 | 2020 | 2022 |